# 이춘원
이춘원(李春元, 1571년~1634년)은 조선 중기의 문신으로 본관은 함평, 자는 원길이다.

## 생애
1590년 사마시에 합격하여 1596년 정시문과에 병과로 급제하여 승문원 권지부정자에 보직되었다. 1597년 정유재란 때 광양 현감으로 남원 전투에도 참여했다. 그 후 여러 벼슬을 거쳐서 병조참의, 우승지 등을 지냈고 1617년 충청도 관찰사로 대북파가 인목대비를 폐비시키려 하자 이를 반대하다가 파직되었다. 인조 반정 이후 다시 재등용되었으나 사양하고 은퇴하여 고향으로 내려갔다.

## 묘소
묘소는 경기도 남양주시 화도읍 금남리에 있다. 2009년 8월 13일 남양주시의 향토유적 제6호로 지정되었다.